# Leandro Vargas
Leandro Vargas (Magangué, Bolívar, Colombia, 10 de marzo de 1979) es un exfutbolista colombiano. Jugaba de delantero y su último equipo fue UCV FC de la Segunda División de Venezuela.

## Trayectoria

### Cúcuta Deportivo
Teniendo una buena trayectoria en el fútbol nacional e internacional consagrándose como un buen futbolista. Participó en la Copa Libertadores 2008 con el Cúcuta Deportivo.

### Atlético El Vigía
Para 2017 ficha con el Atlético El Vigía donde en 9 partidos anotó 14 goles siendo el segundo goleador del ascenso ha uno de Jesús Ordóñez del Yaracuy Fútbol Club que anotó 15 en igual número de partidos.

## Clubes
| Club                | País       | Año         |
| ------------------- | ---------- | ----------- |
| Barranquilla F.C.   | Colombia   | 2005        |
| Brujas              | Costa Rica | 2005        |
| Atlético Junior     | Colombia   | 2006 - 2007 |
| Cúcuta Deportivo    | Colombia   | 2007 - 2008 |
| Minerven            | Venezuela  | 2008        |
| Mineros de Guayana  | Venezuela  | 2009        |
| Unión Magdalena     | Colombia   | 2009        |
| Real Esppor         | Venezuela  | 2010        |
| Unión Magdalena     | Colombia   | 2010        |
| Uniautónoma         | Colombia   | 2011        |
| Llaneros de Guanare | Venezuela  | 2012 - 2013 |
| Portuguesa          | Venezuela  | 2014        |
| Llaneros de Guanare | Venezuela  | 2014 - 2015 |
| Zamora              | Venezuela  | 2015 - 2016 |
| Llaneros de Guanare | Venezuela  | 2016        |
| Atlético El Vigía   | Venezuela  | 2017 - 2018 |
| UCV FC              | Venezuela  | 2018        |

## Palmarés

### Campeonato Nacionales
| Título            | Club               | País      | Año  |
| ----------------- | ------------------ | --------- | ---- |
| Torneo Adecuacion | Zamora Fútbol Club | Venezuela | 2015 |
| Torneo Apertura   | Zamora Fútbol Club | Venezuela | 2016 |